# Campeonato Mundial de Ciclismo em Pista de 1957
O Campeonato Mundial UCI de Ciclismo em Pista de 1957 foi realizado na então cidade de Rocourt, atualmente um bairro de Liége, na Bélgica entre os dias 10 e 15 de agosto. Foram disputadas cinco provas masculinas, três de profissionais e duas para amadores.
As provas aconteceram no Stade Vélodrome de Rocourt.

## Sumário de medalhas

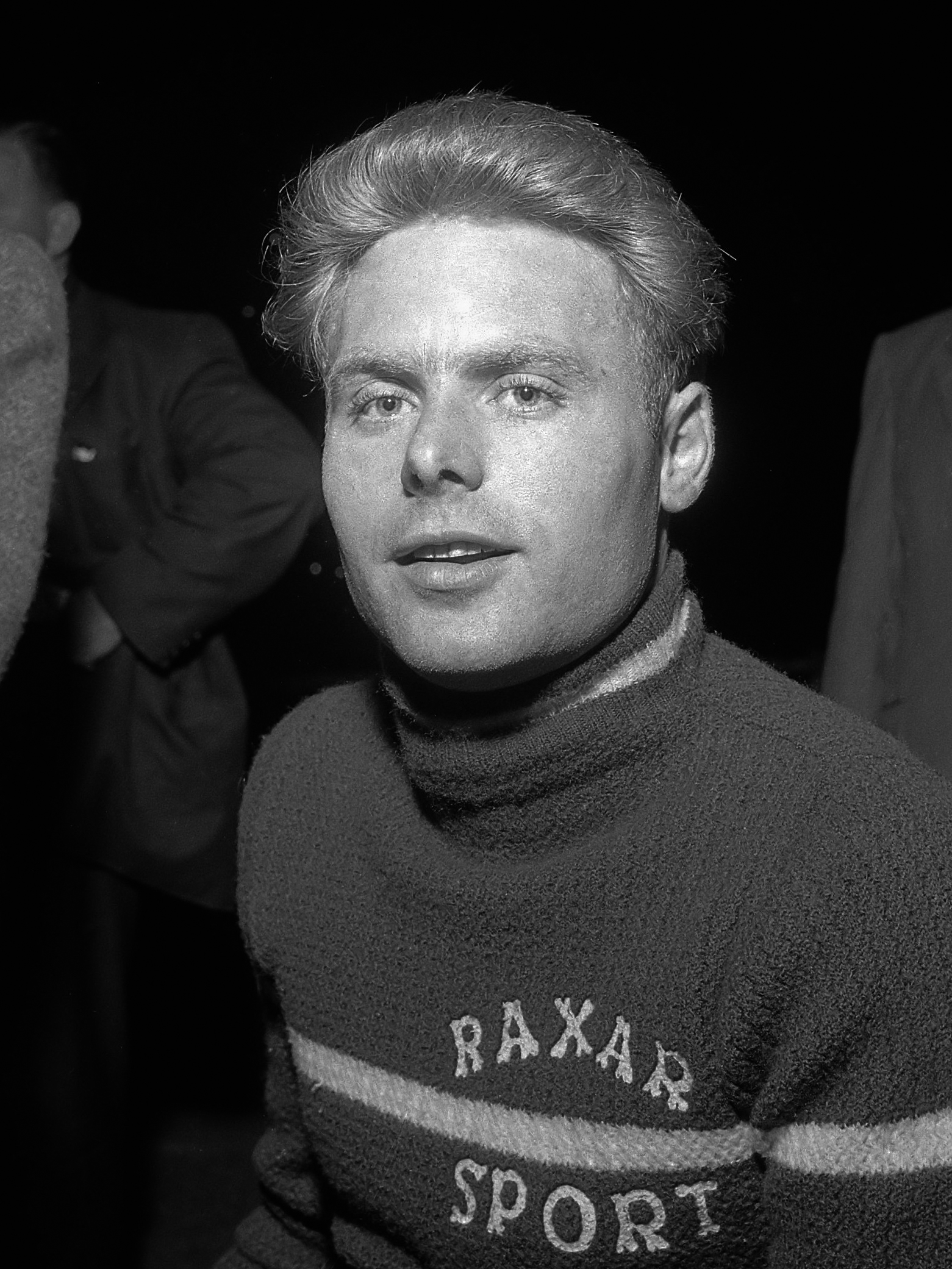
Paul Depaepe ciclista belga vencedor da prova motor-paced.

| Eventos profissionais masculinos |                             |                                |                                     |
| Velocidade individual            | Jan Derksen · Países Baixos | Arie van Vliet · Países Baixos | Roger Gaignard · França             |
| Perseguição individual           | Roger Rivière · França      | Albert Bouvet · França         | Guido Messina · Itália              |
| Motor-paced                      | Paul Depaepe · Bélgica      | Walter Bucher · Suíça          | Graham French · Austrália           |
| Eventos amadores masculinos      |                             |                                |                                     |
| Velocidade individual            | Michel Rousseau · França    | Guglielmo Pesenti · Itália     | Valentino Gasparella · Itália       |
| Perseguição individual           | Carlo Simonigh · Itália     | Franco Gandini · Itália        | Albertus Geldermans · Países Baixos |

## Quadro de medalhas
| Ordem | País          | Medalha de ouro | Medalha de prata | Medalha de bronze | Total |
| ----- | ------------- | --------------- | ---------------- | ----------------- | ----- |
| 1     | França        | 2               | 1                | 1                 | 4     |
| 2     | Itália        | 1               | 2                | 2                 | 5     |
| 3     | Países Baixos | 1               | 1                | 1                 | 3     |
| 4     | Bélgica       | 1               | 0                | 0                 | 1     |
| 5     | Suíça         | 0               | 1                | 0                 | 1     |
| 6     | Austrália     | 0               | 0                | 1                 | 1     |
|       | TOTAL         | 5               | 5                | 5                 | 15    |